# Charlęż
Charlęż (prononciation : [ˈxarlɛ̃ʂ]) est un village polonais de la gmina de Spiczyn dans le powiat de Łęczna de la voïvodie de Lublin dans l'est de la Pologne.
Il se situe à environ 4 kilomètres au sud-ouest de Spiczyn (siège de la gmina), 13 kilomètres à l'ouest de Łęczna (siège du powiat) et 14 kilomètres au nord-est de Lublin (capitale de la voïvodie).
Le village comptait approximativement une population de 740 habitants en 2006.

## Histoire
De 1975 à 1998, le village est attaché administrativement à l'ancienne Voïvodie de Lublin.

Depuis 1999, il fait partie de la nouvelle voïvodie de Lublin.